# Cây tùng Llangernyw

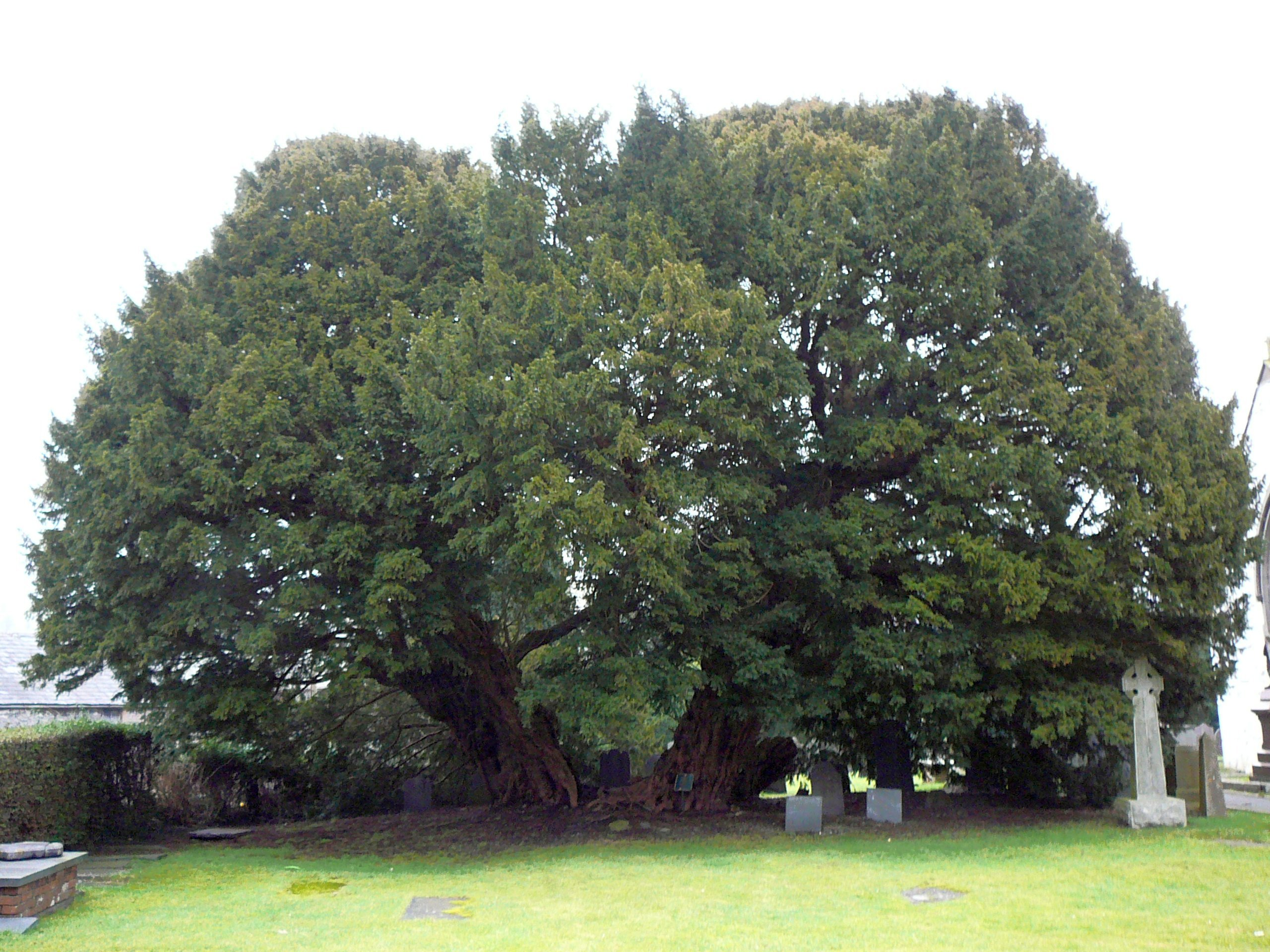
Cây tùng Llangernyw

Cây tùng Llangernyw ([ɬanˈgɛrnəu] ⓘ) là một cây thanh tùng cổ (Thanh tùng châu Âu) ở làng Llangernyw, Conwy, Bắc Wales. Cây bị phân mảnh và đã mất phần lõi, để lại một số nhánh lớn. Độ cao của cây tính từ mặt đất là 10,75 m.

## Lịch sử

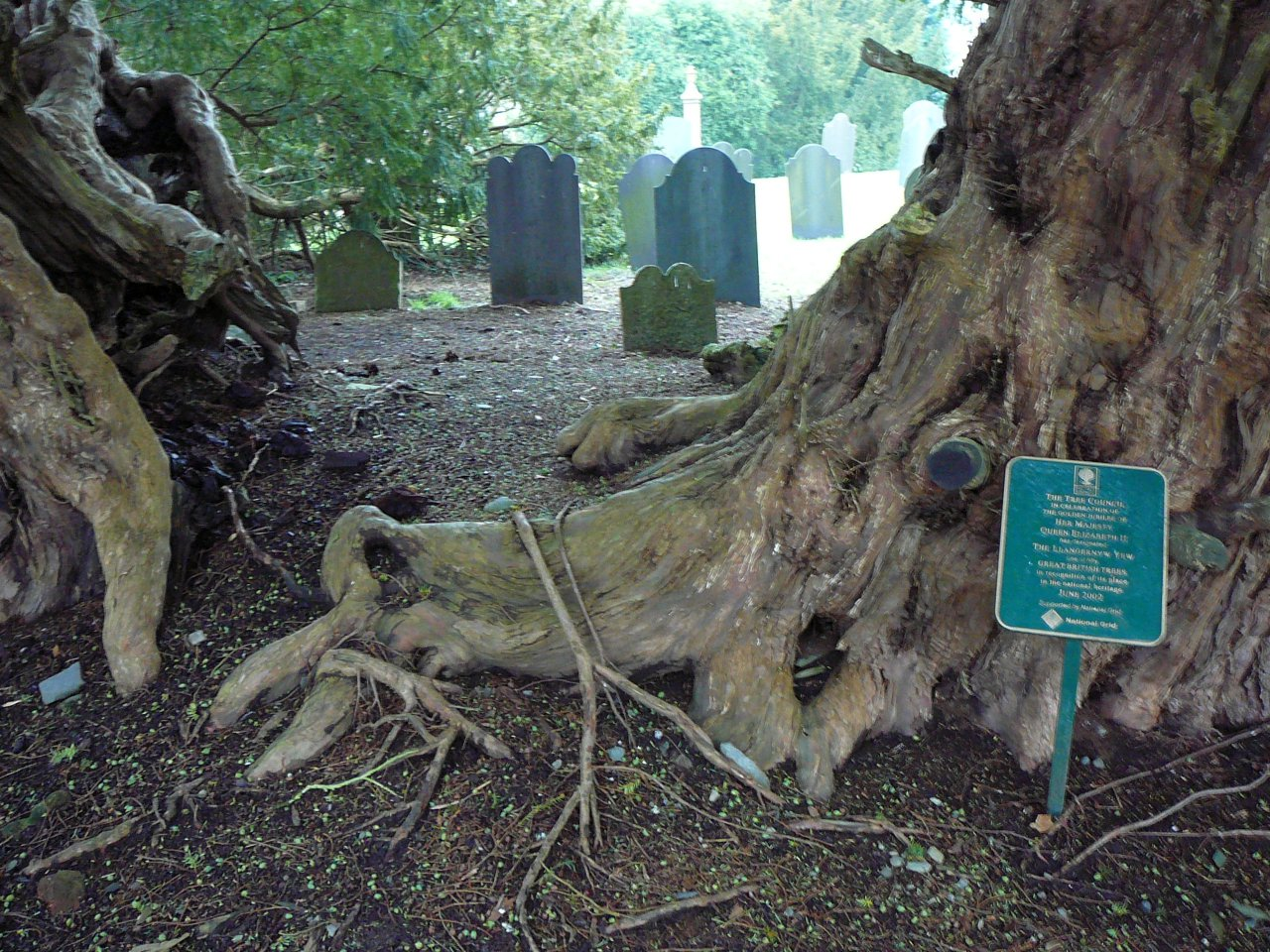
Chỗ phần thân cây nơi bể dầu nhà thờ trước đây được đặt.

Cây tùng này sống trong sân nhà thờ của nhà thờ St. Digain ở làng Llangernyw. Mặc dù rất khó xác định tuổi của cây, nhà thờ giữ giấy chứng nhận từ Yew Tree Campaign vào năm 2002, được ký bởi David Bellamy, có nội dung "theo tất cả dữ liệu chúng tôi có trên tay" cây có niên đại từ 4.000 đến 5.000 năm tuổi. Có một giả thuyết khác cho rằng cây chỉ có tuổi đời như vị thánh liền kề, khiến nó có tuổi đời khoảng 1.500 năm.
Vào giữa những năm 1990, bể dầu nhà thờ đặt ở khoảng trống giữa hai mảnh thân cây; tuy nhiên, chúng đã được di chuyển khi được nhận ra rằng đây là cây cổ thụ. Khi bể dầu này được xây dựng, rất nhiều gỗ chết đã bị loại bỏ khỏi cây khiến cho việc xác định tuổi của cây trở nên khó khăn hơn đối với các nhà nghiên cứu về vòng tuổi cây xanh. Vào tháng 6 năm 2002, Hội đồng Cây, trong lễ kỷ niệm Golden Jubilee của Nữ hoàng Elizabeth II đã chỉ định cây Llangernyw Yew là một trong năm mươi cây vĩ đại của Anh đồng thời công nhận vị trí của nó trong di sản quốc gia.

## Truyền thuyết Angelystor
Theo truyền thống địa phương, nhà thờ Llangernyw có một linh hồn cổ xưa được gọi là Angelystor ("Thiên thần ghi âm" hoặc "Nhà truyền giáo" ở xứ Welsh ). Truyền thống này cho rằng mỗi năm vào Halloween, một tiếng nói dõng dạc báo trước tên của giáo dân sẽ chết vào năm sau. Dân gian kể về một người đàn ông địa phương không tin, Siôn Ap Rhobert, người đã thách thức sự tồn tại của linh hồn trong một đêm Halloween chỉ để nghe tên của chính mình được gọi ra, theo sau đó là cái chết của anh ta trong năm.

## Xem thêm

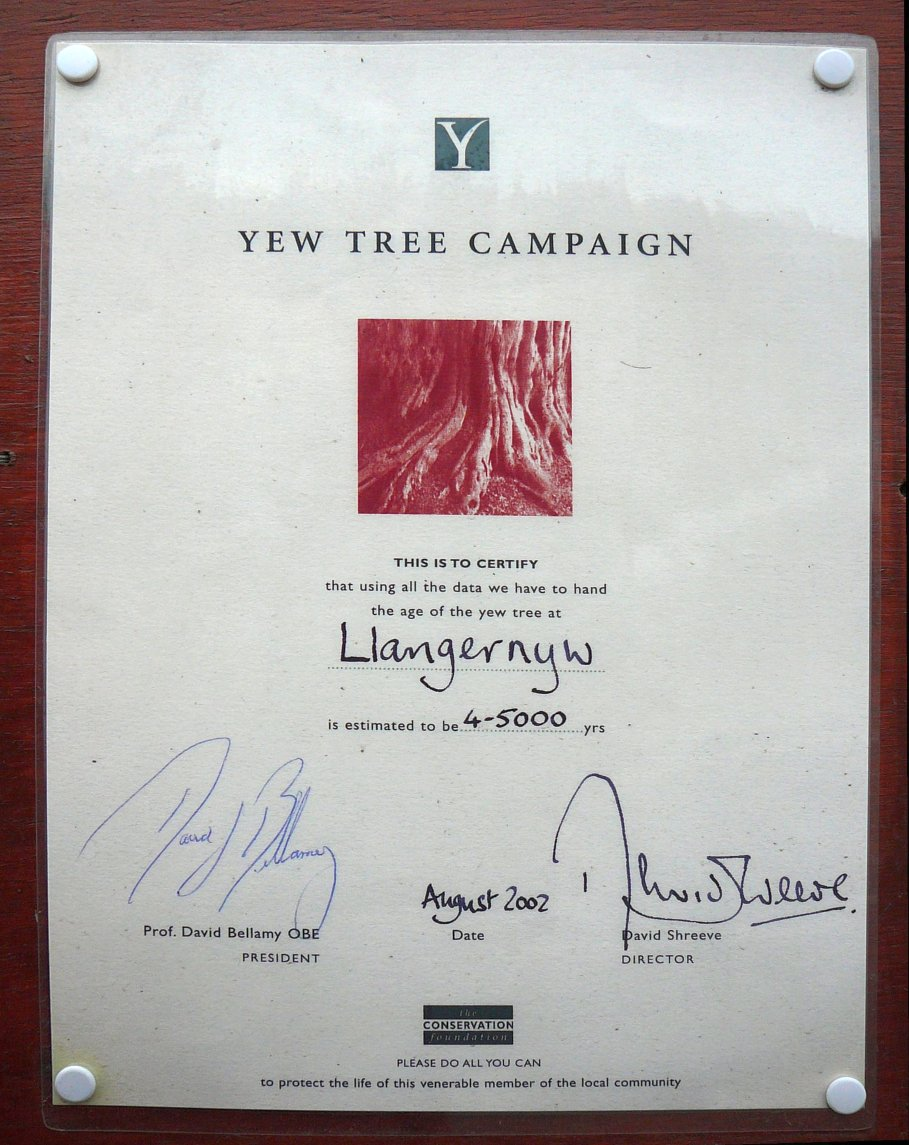
Giấy chứng nhận trên cổng nhà thờ.